# Polandball

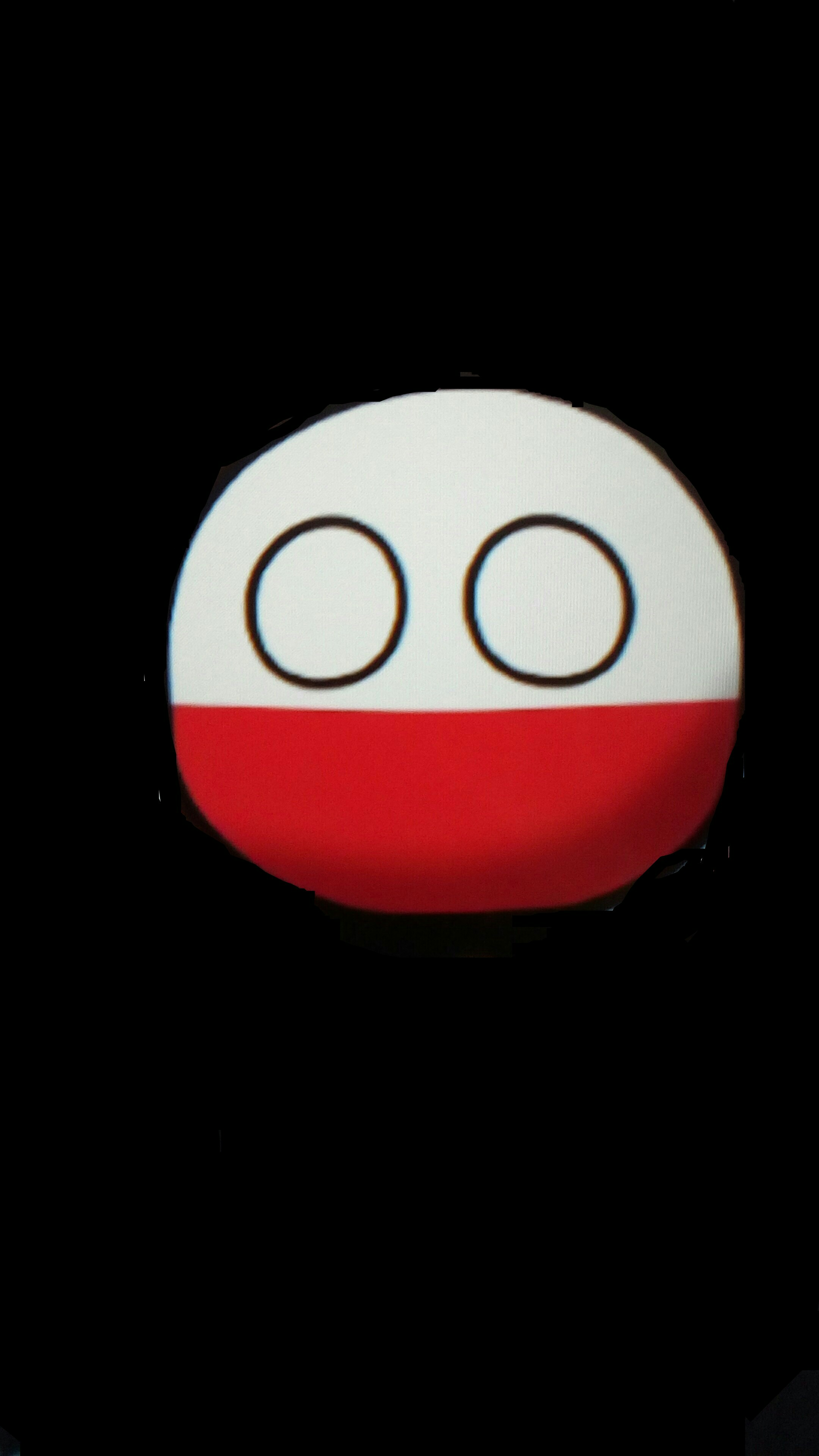
Countryball

Countryball, také nazývaný polandball je druh rage komiksu a politické satiry vytvořený uživateli, který vznikl na německém imageboardu Krautchan.net v druhé polovině roku 2009. Tyto komiksy zesměšňují stereotypy různých národů a mezinárodních vztahů zemí, které zde ztvárňují zejména kulaté postavičky rozlišené vlajkou oněch zemí.

## Pozadí
Polandball má své kořeny v kyber-válce ze srpna 2009 mezi polskými internetovými uživateli a uživateli zbylého internetového světa na stránce drawball.com. Tato stránka nabízející virtuální plátno ve tvaru koule zde dovoluje uživatelům kreslit cokoliv chtějí a kreslit přes kresby ostatních. Na polském internetu vznikla myšlenka vyplnit plátno polskou vlajkou, a tak se tisíce Poláků spojily a společně nakreslily přes celé plátno polskou vlajku s nápisem "POLSKA" (Polsko) uprostřed. Po koordinaci z imageboardu 4chan byla tato vlajka překryta obrovským hákovým křížem.
Německý imageboard Krautchan.net, hojně navštěvovaný anglicky mluvícími uživateli, je považován za hlavní místo vzniku polandballu. Jeho počátek je přičítán uživateli Falco, Britovi, který v září 2009 vytvořil v programu Malování první polandball, aby v apolitickém stylu trolloval polského uživatele jménem Wojak, který byl psán lámanou angličtinou, proto polandbally začaly být s nadšením kresleny Rusy.

## Témata

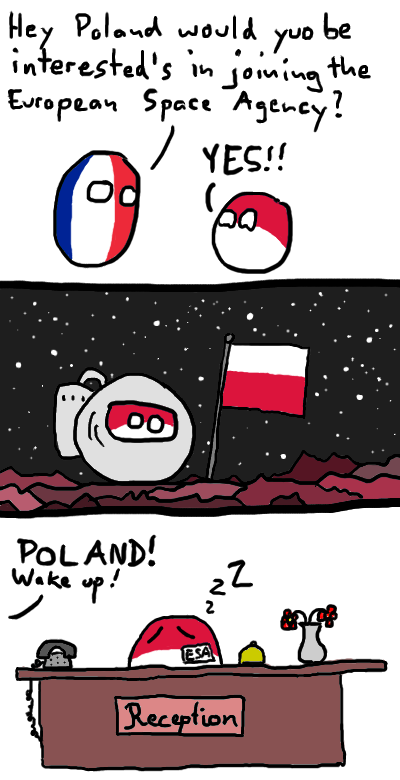
Ukázka komiksu o Polandballu, jak se nemůže dostat do vesmíru.

Polandball, který měl představovat Polsko a jeho historii, vztahy s jinými zeměmi a stereotypy získal popularitu v důsledku havárie ve Smolensku, kde zahynul polský prezident Lech Kaczyński. Interakce mezi countrybally bývají psány lámanou angličtinou a internetovým slangem a připomínají memy s kočkami (lolcaty) a také obrázek Polska, typicky znázorněného v pláči, který je záměrně nakreslen obráceně, než je polská vlajka.

Část komiksů s Pollandball je spojena s tím, že Polsko nemá vlastní kosmický program a možnost poslat přímo něco do vesmíru ze svého území. Jeden z nejpopulárnějších komiksů začíná tím, že se k zemi blíží velký meteorit, který by mohl zničit Zemi. Ostatní countrybally (koule hrající v komiksu) ze zemí, které mají nějaký kosmický program opustí Zemi a odletí do vesmíru a jen polský zůstane na zemi a se slzami v očích řekne jen lámavou angličtinou: Polland cannot to space (Polsko nemůže do vesmíru). Má se za to, že takovým způsobem Rusové začali diskuzi o tom, který stát je vyspělejší. V jiném komiksu jde zase o historicko-politickou satiru. Polandball nudí ostatní Countrybally (koule) svými nudnými řečmi ve stylu: So when we crushed Russia and the Turks were were the biggest country in the world (A tak jsme porazili Rusko a Turecko a stali jsme se největší zemí na světě), ostatní koule se začnou smát Polandballu a naštvaný Polanball zařve kurwa a ukazuje tabulku s nadpisem: Internet serious business (Internet je vážná věc). Tento slogan se používá, pokud chce uživatel internetu říct, že se někdo chová neuctivě. Komiks opět končí pláčem Polandballu. Nové komiksy už odcházejí od tématu bezmocnosti Polska a týkají se komentování mezinárodních událostí. Příklady mohou být papežské konkláve 2013, při kterých byl Jorge Mario Bergoglio zvolen novým papežem, Ukrajinská krize, Krymská krize či situace Filipínských imigrantů na Tchaj-wanu.

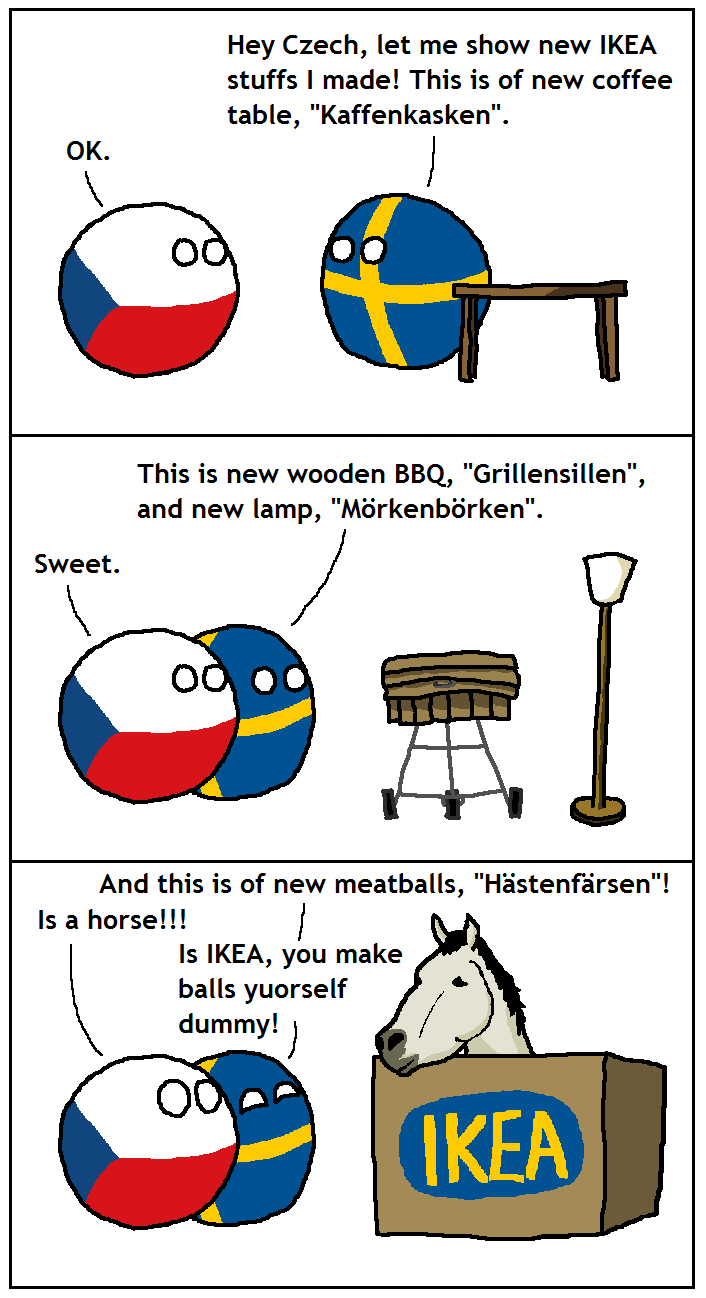
Příklad Polandballu, kde komicky vystupují Česká republika a Švédsko v kontextu skandálu ohledně koňského masa v potravinách (2013)

## Hodnocení

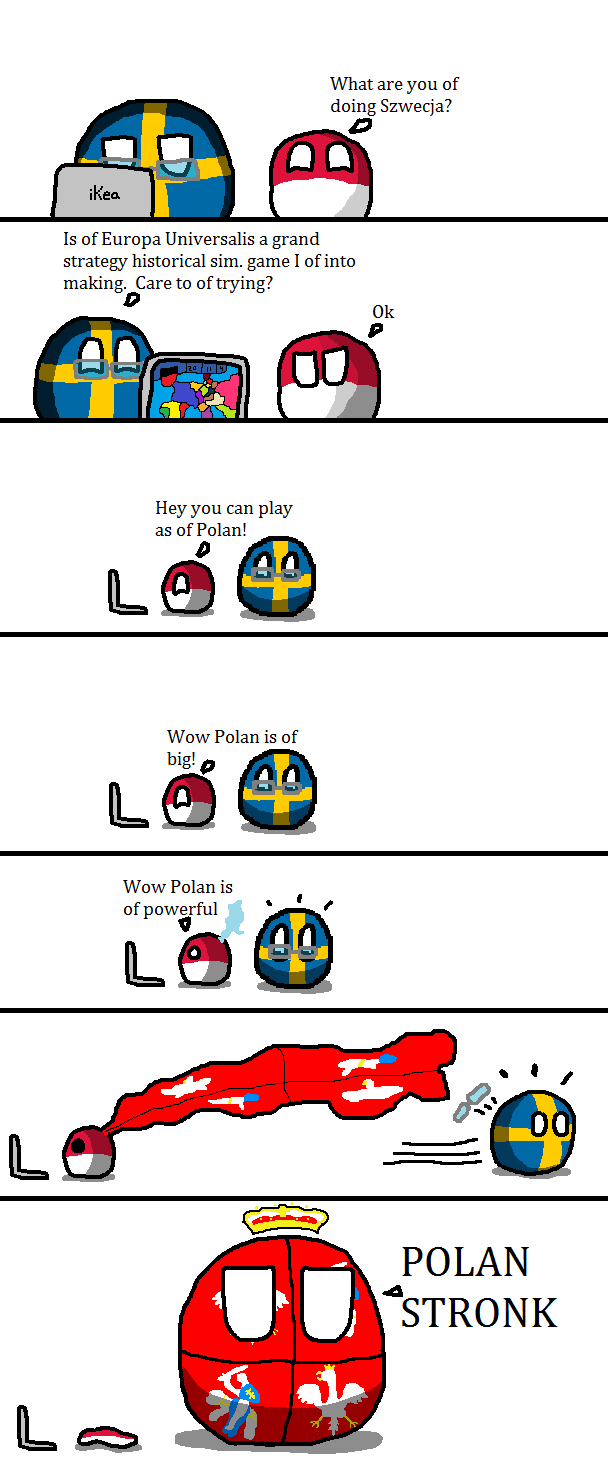
Ukázka Polandball komiksu ukazujícím Polandball hrající video hru Europa Universalis. Komiks by měl ukazovat, jak Poláci vyprávějí o svojí historii.

Wojciech Oleksiak ve své studii z roku 2014 uvedl, že Polandball umožňuje lidem vyjádřit své politické názory, a proto by ho měl být schopen nakreslit každý. Polandball je příklad par excellence na internetu, dále seznal, že by měly být komiksy nekorektní nebo jen „debilní slátanina“, pobídl ale i ke snaze autorů, aby komiksy zůstaly dál atraktivní a zajímavé.
Oleksiak také uznal, že Polandball často přehnaně ukazuje polské stereotypy, například to, že Poláci nedokážou mluvit dobře anglicky nebo že jsou Poláci přihlouplí lidé. Jedním z častých leitmotivů Polandballu jsou Poláci neustále přemítajících historii cizích států a vinění jich za vlastní historické neúspěchy. Oleksiak dál prohlásil, že Polandbally učí Poláky smyslu pro humor a brát s humorem i věci, které je štvou.

## Pravidla
Polandball nemá žádné jednoznačné tvůrce a může je dělat každý. Pravidla pro samotnou tvorbu Countryballu (dle oficiálního polandball redditu) jsou:
1. Polsko nesmí do vesmíru.
2. Koule mají na obličeji pouze oči bez očních panenek.
3. Koule nemají končetiny.
4. Když koule nemluví, nemají pusu (platí jen u animací, v komiksech pusu nemají vůbec)
5. Je zakázáno rozdělovat barvy na vlajce černou barvou.
6. Je zakázáno používat všechny pokročilé nástroje ve kreslících programech (circletool, linetool, blending, rozostření atp.)
7. Je zakázáno používat všechny pokročilé nástroje na posteditaci obrázku (vinětace atp.)
8. Je zakázáno kopírovat a vkládat k countryballu obrázky z internetu (včetně samotné vlajky daného polandballu), vše musí být ručně namalováno.
9. Je zakázáno kreslit polskou vlajku správně, pouze vzhůru nohama.Je povoleno ji kreslit správně, pokud se v komiksu (či animaci) objeví indonésie nebo monako
10. Je zakázáno kreslit countrybally v jiném tvaru než jako koule (existují výjimky, například Singapur - jehlan či Kazachstán - kvádr).
11. Je zakázáno kreslit jako countrybally vše jiné než právě státy; například města, nevládní organizace, hry atp. (výjimkou jsou provincie, mezinárodní organizace a unie).
12. Je zakázáno používání ostatních ragecomic memů (trollfaců, ragefaců atp.).
13. Je zakázáno kreslení jednopanelových komiksů bez příběhu či pointy.
14. Je zakázáno používat fonty Comic Sans, Curlz či Papyrus.
15. Countrybally mluví lámanou angličtinou (kromě anglicky mluvících zemí).
16. Při odtržení některého území (například Sudety, Krym nebo třeba Palestina), je odtržení na reálné části (Krym tudíž bude odtržen z dolní části Ukrajinského countryballu).

Tyto pravidla jsou často považována za nepodstatná, mimo samotný oficiální polandball reddit se tato pravidla většinou nedodržují, téměř všechny polandball komunity jsou však se základními zásadami tvorby polandballu obeznámena.

## Mapping a historie
Existují mappeři, kteří místo jmen států používají právě countrybally. Pro tento typ countryballů se používá název FoEbally (Future of Europe bally). Tento trend stvořil na konci roku 2014 uživatel Emartis ✖ Arotanika ✖ It's excellent. FoEbally jsou populární, jelikož se s nimi dají dobře vyjádřit jakési emoce, které zažívá konkrétní stát.čeští tvůrci mappingu jsou např. : Nechci uvádět, Countryballs CZ nebo Countryballs Mapping. Countrybally se používají také pro vzdělávací účely, hlavně ve videích o historii států, kde ty státy ztvárňují právě countrybally.  
Tvůrci videí o historii conturyballů např. : Bulgarian conturyball, Serbian conturyball, 3D Countryballs Animation nebo Art's Animation.   

## Countryballs
Existuje mnoho komiksů a videí ve stejném stylu jako Polandball v dalších zemích, Countryballs, ale stejně často se nazývají také Polandbally. V podobě koulí se zobrazují nejen různé státy, ale i jejich části. Svoje různé koule mají jednotlivé státy USA, německé Bavorsko, španělské Katalánsko nebo ruská Sibiř a Ural. Některé Countrybally jsou také velmi zvláštní, singapurský se nazývá Tringapore a vypadá jako trojúhelník, izraelský má podobu hyperkrychle (narážka na židovskou fyziku), kazachstánský zase krychle (cihlovitého tvaru), britský má vždy cylindr a monokl a tzv. Čtvrtá německá říše (Reichtangle) má jako countryball obdélník postavený nastojato. Pokud je ve vlajce státu znak, tak se u Countryballu maluje na pásku přes oko (např. Slovensko, Srbsko atd.). Videa o Countryballs dělá třeba Američan No Idea Animation (většinou krátká kolem 1 - 1 a půl minuty) o například stereotypech zemí, a podobně, nebo třeba Bělorus Art's Animation, který dělá delší videa (většinou okolo 3 minut), kde si dělá srandu z například Polska, které se dostalo na Mars, ale ve skutečnosti je na spícím Rusku, nebo z Británie, která se zranila když jela na lodi, z které vypadla, když Izrael (spíše Mojžíš) otevřel moře. Takto vypadají některé Countrybally:

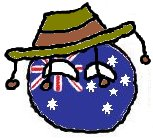
Austrálie má často countryball s kloboukem.
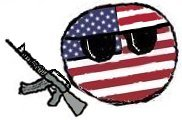
Americký countryball má černé sluneční brýle a útočnou pušku.
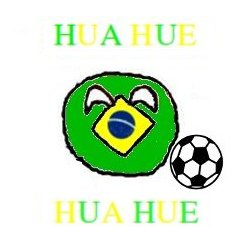
Brazilský countryball má fotbalový míč.
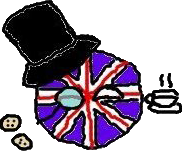
Britský countryball má cylindr a monokl a často pije čaj.
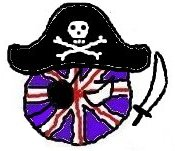
Britský countryball, jeho historická verze.
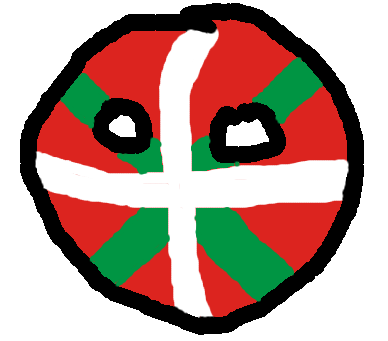
Baskicko.
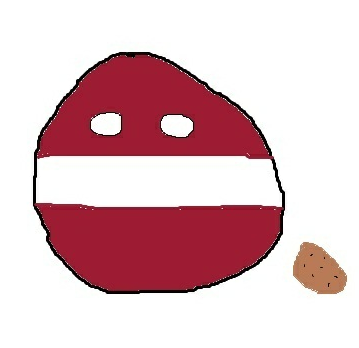
Lotyšský countryball má jako nejlepší jídlo brambory.
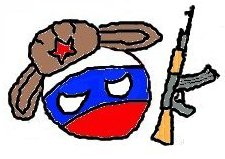
Ruský countryball v ušance a se samopalem.
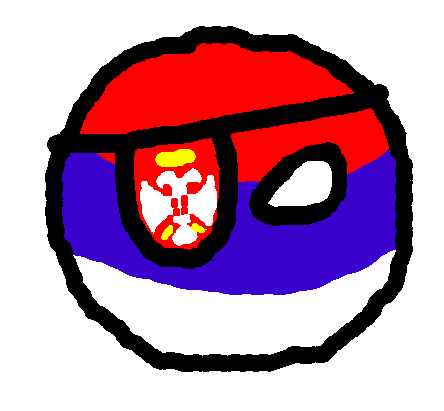
Srbsko a další země se znakem na vlajce mají countryball s páskou přes oko, na které je znak.
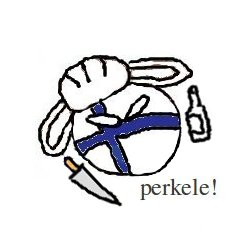
Finský countryball s nožem a vodkou.
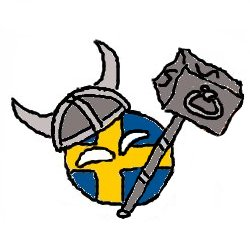
Švédský countryball
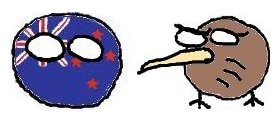
Kiwi, část území Nového Zélandu.
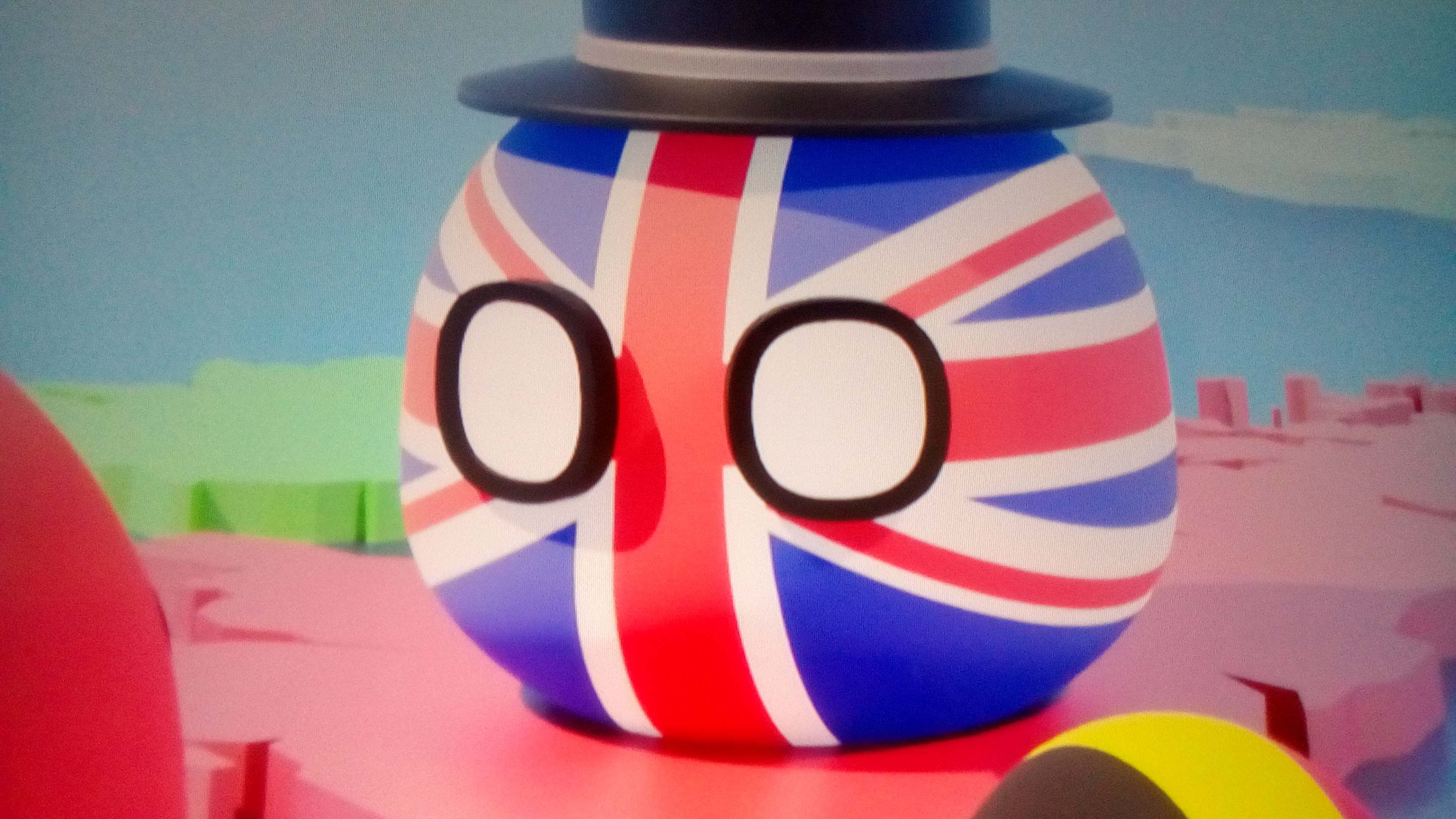
britský countryball
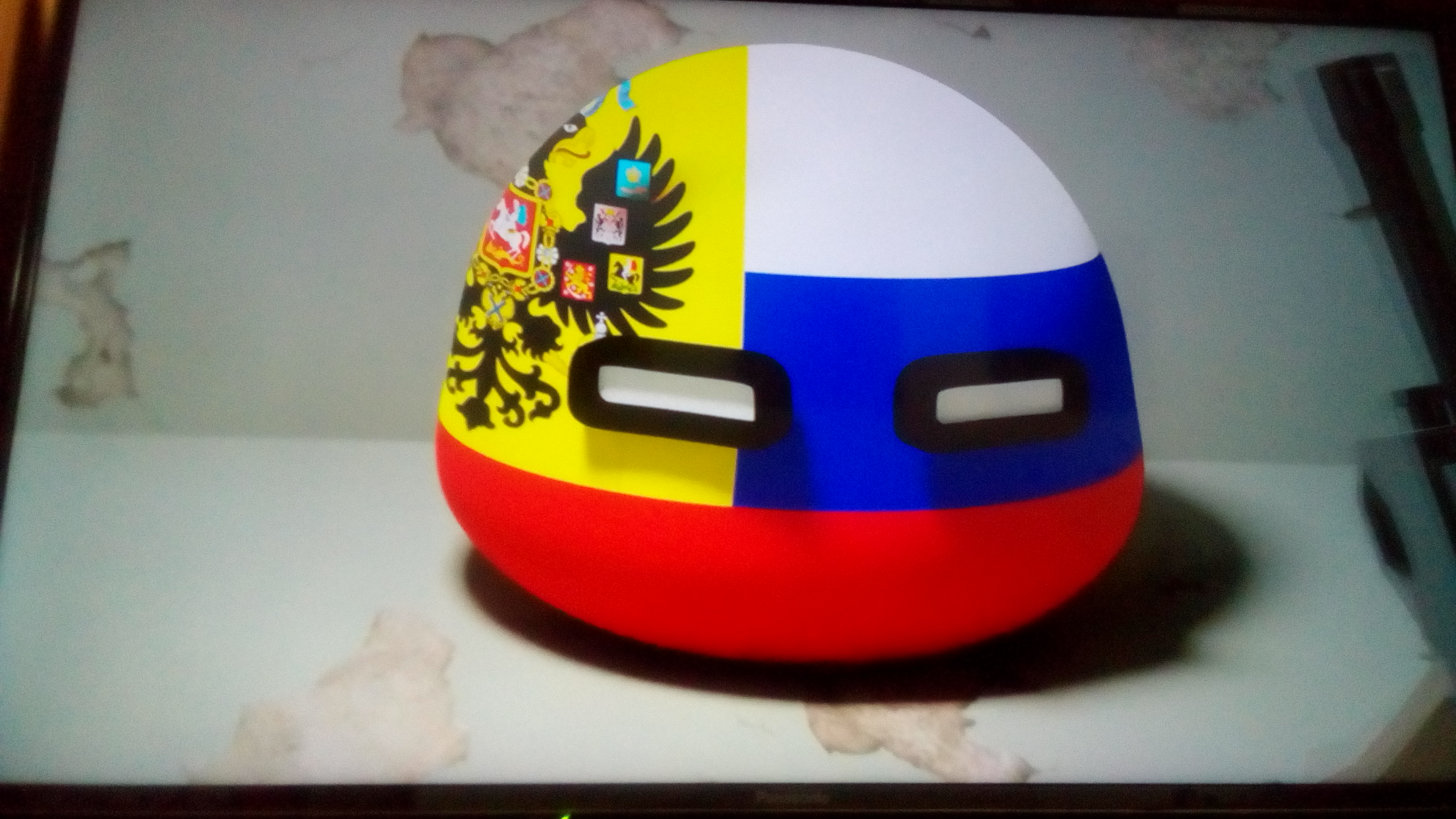
ruský countryball
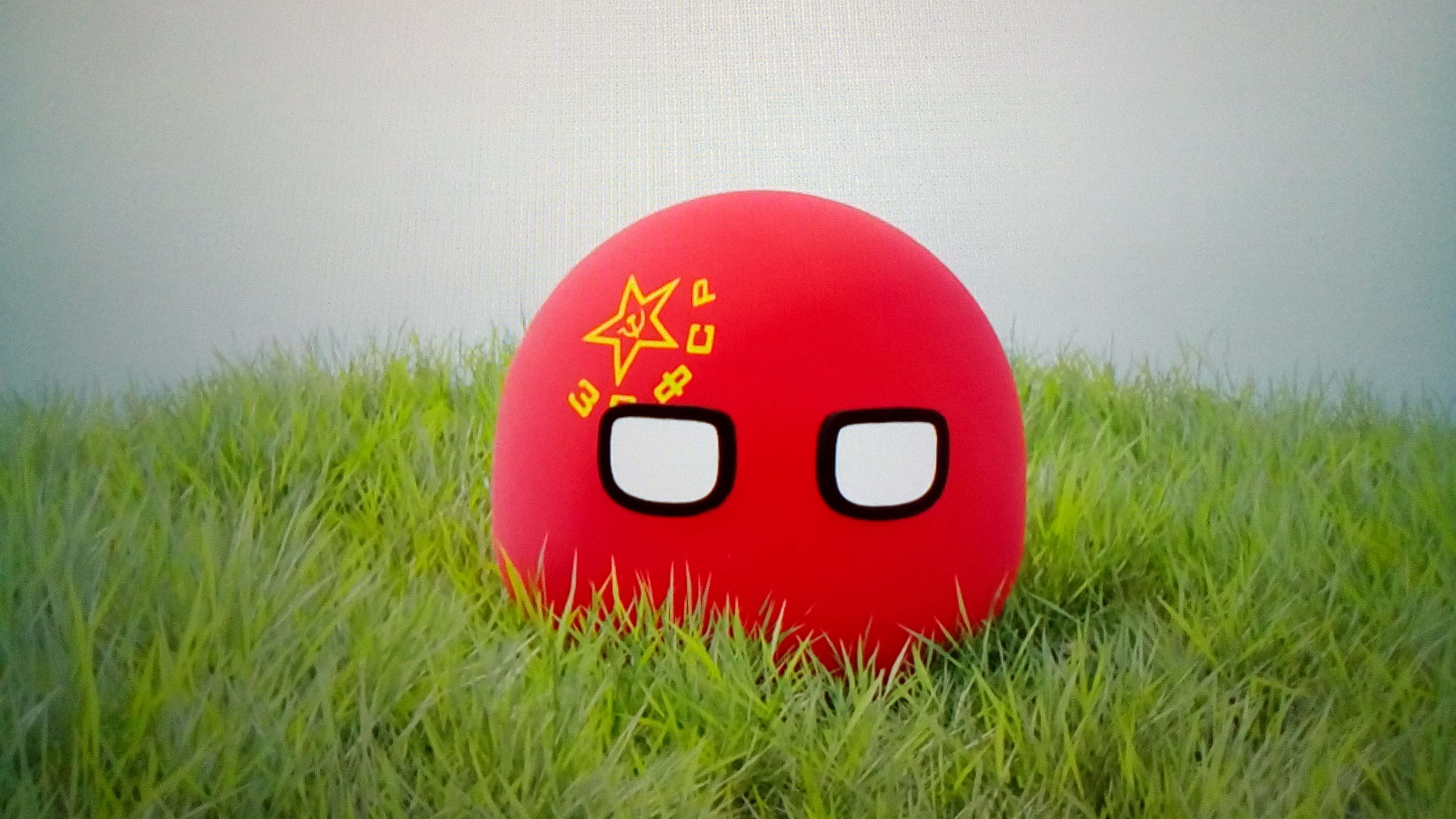
sovětský countryball